# МультFильмы
«МультFильмы» — российская рок-группа. Автор песен, лидер и вокалист группы — Егор Тимофеев.

## История
Группа «МультFильмы» была образована студентом педагогического института им. Герцена Егором Тимофеевым в 1998 году из проекта «Глубоководные чудеса».
В 1998—2000 годах при помощи ряда известных музыкантов, таких как Е. Фёдоров, Ю. Цалер, группа записывает дебютный альбом «МультFильмы». Альбом заложил брит-поповый стиль звучания группы, который проявился на следующих работах — «StereoSignal» (сингл, 2000), «Суперприз» (2002), а также «Витамины» (2002), который был записан в студии «Нашего радио» за один день 12 июля 2002.
В 2000 году на трибют-альбоме и концерте КИНОпробы группа исполнила песни «Это не любовь» и «Хочу перемен».
В 2003 году из группы уходит клавишник Виктор Новиков, в сентябре выходит альбом «Музыка звёзд и арктических станций». В 2004 году выпускается сольный альбом Егора Тимофеева «Пентагон» (названный по названию рабочей музыкальной компьютерной станции, с помощью которой Егор делал пластинку), а также сольная работа гитариста Евгения Лазаренко, в конце декабря выходит альбом «С4астье», после чего группа надолго замолкает.
В 2006 году выходит акустический альбом «Бумажный кот», а за ним последовал диск «Дивные дуэты». В 2007 году объявляется о возрождении творческого потенциала группы.
В 2015 году группа возобновила концертную деятельность в обновлённом составе и отправилась в гастрольный тур по российским городам.
В начале 2016 года состоялись большие концерты группы в Санкт-Петербурге и Москве, на которых были представлены новые песни.
Летом 2016 года в группу вернулся бас-гитарист Рустем Галлямов, а в 2017 барабанщик Максим Войтов. В 2019 году группа выпускает сборник «Лучшее и неизданное», а 14 апреля состоялся релиз альбома «Романтика-2», который был записан в 2007 году, но по ряду причин не был выпущен.
4 июля 2019 года на концерте в клубе «16 тонн» Егор Тимофеев объявил о распаде группы. 14 ноября этого же года состоялся первый концерт группы в новом составе. Там же публике была представлена новая песня «В ритме города».
8 февраля 2023 года состоялся релиз нового альбома «F либо А». Альбом был записан совместно с  Андрей Самсонов  (продюсирование, сведение, мастеринг).
В 2024 году выходят синглы "Артист", "Подари", "Шах-мат".

## Состав
- Егор Тимофеев — вокал, гитара, автор музыки и слов
- Роман Шатохин — гитара
- Алексей Андреев — бас-гитара
- Роман Николаев — барабаны

Бывшие участники:
- Борис Бойцов — гитара (1998—1999)
- Максим Неверов — бас-гитара    (1998—1999)
- Максим Войтов — барабаны (2001—2013; 2017—2019)
- Рустем Галлямов — бас-гитара (1999—2008; 2016—2019)
- Олеся Тихонравова — барабаны (1998—2001)
- Виктор Новиков — клавишные (1998—2003)
- Антон Терентьев — бас-гитара (2009—2013)
- Максим Бакунов — барабаны (2013—2014)
- Николай Ерыкалов — бас-гитара (2014—2016)
- Владимир Поздышев — барабаны (2014—2017)
- Евгений Лазаренко — гитара, бэк-вокал (1999—2019)
- Павел Толстой — бас-гитара (2013—2014; 2019—2022)
- Павел Балабанов — гитара, бэк-вокал (2019–2025)
- Михаил Шилов  — барабаны (2019–2025)
- Андрей Фахриев — бас-гитара  (2023–2025)

## Дискография
- 2000 — МультFильмы (переиздан в 2004 и 2013)
- 2000 — StereoSignal (макси-сингл)
- 2002 — Суперприз
- 2002 — Витамины
- 2003 — Музыка звёзд и арктических станций
- 2003 — The Best
- 2004 — С4астье
- 2006 — Бумажный кот (акустический альбом)
- 2006 — Дивные дуэты
- 2007 — Романтика-2 (официально вышел 14 апреля 2019 года)
- 2019 — Лучшее и неизданное
- 2019 — В ритме города (сингл)
- 2023 — F либо А
- 2024 — Артист (сингл)
- 2024 — Подари (сингл)
- 2024 — Шах-мат (сингл)

## Клипография
- 1999 — 2+1
- 2000 — Мальчик
- 2000 — Магнитофон
- 2000 — Тело
- 2000 — Чужие звезды
- 2000 — Stereoсигнал
- 2001 — Вместе с тобой
- 2002 — Яды
- 2002 — За нами следят
- 2002 — Девушка
- 2003 — Евро
- 2003 — Fильмы
- 2003 — Выключатели
- 2003 — Горизонты
- 2004 — Это в наших силах
- 2004 — Бред Питт
- 2005 — День рождения (дуэт с Людмилой Сенчиной)
- 2006 — Красноглазая (дуэт с Алёной Свиридовой)
- 2025 - "Шах-Мат"